# مارن فولتس
مارن فولتس (آلمانی: Maren Völz؛ زادهٔ ۲۰ نوامبر ۱۹۹۹) قایقران روئینگ زن اهل آلمان است.
وی در مسابقات کشوری و بین‌المللی در مجموع برندهٔ ۲ مدال برنز شده است.